# Jules Levallois (géologue)
Ne doit pas être confondu avec Jules Levallois.
Pour les personnes ayant le même patronyme, voir Levallois.
Joseph Jean Baptiste Jules Levallois, né le 5 mars 1799 à Saint-Jean-d'Angély et mort le 24 avril 1877 à Nancy, est un géologue français.

## Biographie
Fils de Joseph Jean Baptiste Levallois et de Marthe Joséphine Susanne. Il étudie à l'école polytechnique (1815–1818), puis à l'école des mines de Paris (1818–1820). Ingénieur du Corps royal des Mines, il est affecté au département de la Meurthe où il contribue à développer l’exploitation des mines de sel.
De 1821 à 1825, il contrôle les travaux de la mine de sel de Vic-sur-Seille puis de celle de Dieuze dont il devient le directeur à sa nationalisation et y reste après sa privatisation. En 1834, il publie dans les Annales des Mines un texte sur l'exploration du sel dans la Meurthe. Il contribue également à l'étude de la géologie de la Lorraine en général. 
En 1848, il est nommé secrétaire général du conseil général des mines. 
En 1860, il est président de la Société géologique de France. Il fait partie d'une commission avec Charles Édouard Thirria et Armand Dufrénoy, qui prépare une législation sur les sources minérales en France.
Entre 1842 et 1868, il débat avec le pionnier de la stratigraphie paléontologique en France, Olry Terquem, sur la classification stratigraphique, lias ou trias, du niveau situé à Hettange-Grande (Moselle) qui reçoit le nom d'Hettangien. Le point de vue de Terquem prévaut finalement.
Il termine sa carrière comme inspecteur général des mines en France.

## Œuvres et publications
- « Mémoire sur le gisement du sel gemme dans le département de la Moselle et sur la composition générale des terrains du Muschelkalk en Lorraine », Mémoires de la Société royale des sciences, lettres et arts de Nancy, 1846, Nancy 1847, pp. 70–96 [lire en ligne].
- « Sur le gisement de sel dans le département de la Moselle et sur la composition générale du terrain de Muschelkalk », Annales des Mines, 4e  série, XI, 1847, pp. 3–26.
- Aperçu de la constitution géologique du département de la Meurthe, Paris, Carilian-Goevry & Dalmont, 1851.
- « Aperçu géologique du département de la Meurthe », Bulletin de la Société Géologique de France, 2, XX, 1862, pp. 106–107 [lire en ligne]
- « La question du grès d'Hettange, résumé et conclusions », Bulletin de la Société Géologique de France, 2, XX, 1862, pp. 224–231, [Digitalisat lire en ligne].
- « Remarques sur les relations de parallélisme que présentent, dans la Lorraine et dans la Souabe, les couches du terrain dit Marnes irisées, ou Keuper », Bulletin de la Société Géologique de France, 2, XXIV, 1867, pl. XI, pp. 741–767, [Digitalisat lire en ligne].

## Distinctions et reconnaissance

### Décorations françaises
- Commandeur de la Légion d'honneur en 1867[4].

### Hommage
- Son nom est donné à une espéce de  Ceratitida : Ceratites levalloisi par Ernst Wilhelm Benecke (de)[5]
- Une formation d'ardoise dans le haut Keuper en Lorraine porte son nom : Argiles de Levallois[6]

## Sociétés savantes et autres organismes
- Société Géologique de France
- Académie de Stanislas Nancy, 1843, président en 1847.